# The Open Championship
A The Open Championship, avagy British Open, a világ legrégibb golf tornája.
Legelőször 1860. október 17-én Prestwickben rendezte meg Earl of Eglinton és Oberst James Fairlie. A tornát 1894 óta már nem csak Skóciában tartják meg. Angliában legelőször Royal St George's adott számára otthont.
Ez az rendezvény a négy legfontosabb PGA golf torna, az ún. majorok egyike és egyben az első, amelyet Európában tartanak meg. A British Openhez hasonló jelentőséggel bír a US Masters, a US Open és a USPGA Championship. (Korábbi nevükön: British Open, British Amateur, US Open és US Amateur.)
Az „Open” elnevezés arra utal, hogy a tornán amatőr és profi játékosok egyaránt részt vehetnek.
A British Openre évente, júliusban kerül sor. A helyszín változik, de rendszerint egy linkset választanak, amely jellegzetesen brit pályatípus. Ismertebb pályák, az Old Course St Andrews-ban, a Royal Troon, a Royal St George's, a Carnoustie, a Royal Lytham és a Muirfield.

## Nevezetes győztesek2005-ig
- Willie Park, a legelső Open győztese (1875-ig 4 győzelem)
- Old Tom Morris és Young Tom Morris (1872-ig 4 győzelem mindkettőjüknek)
- Harry Vardon (6 győzelem 1896 és 1914 között)
- John Henry Taylor (5 győzelem és 6 második hely 1894 és 1914 között)
- James Braid (5 győzelem 1901 és 1910 között)
- Peter Thomson (5 győzelem 1954 és 1965 között)
- Tom Watson (5 győzelem 1975 és 1983 között)
- Gene Sarazen (győzelem 1932-ben és legidősebb résztvevőként 1976-ban, 74 évesen)
- Jack Nicklaus (3 győzelem és 7 második hely 1964 és 1979 között)
- Walter Hagen (4 győzelem 1922 és 1929 között)
- Bobby Locke (4 győzelem 1949 és 1957 között)
- Jamie Anderson (3 győzelem 1877 és 1879 között)
- Bob Ferguson (3 győzelem 1880 és 1882 között)
- Robert Tyre Jones Jr (3 győzelem 1926 és 1930 között)
- Henry Cotton (3 győzelem 1934 és 1948 között)
- Gary Player (3 győzelem 1959 és 1974 között)
- Severiano Ballesteros (3 győzelem 1979 és 1988 között)
- Nick Faldo (3 győzelem 1987 és 1992 között)
- Tiger Woods (3 győzelem 2000 és 2006 között)

## Győztesek
- (a)-amatőr versenyző, R-rájátszás